# Wyspa nadziei (serial telewizyjny)
Wyspa nadziei (ang. Hope Island, 1999–2000) – amerykański serial obyczajowy stworzony przez Mary Hanes i Jasona Milligana. Bazowany na serialu Ballykissangel, popularnego serialu nadawanego przez kanał BBC One.
Światowa premiera serialu miała miejsce 12 września 1999 roku na kanale PAX TV. Ostatni odcinek został wyemitowany 3 kwietnia 2000 roku. W Polsce serial nadawany był na kanale TVN 7.

## Obsada
- Cameron Daddo jako Daniel Cooper
- Suki Kaiser jako Alex Stone
- Duncan Fraser jako Brian Brewster
- Haig Sutherland jako Nub Flanders
- Allison Hossack jako Molly Brewster
- David Lewis jako Kevin Mitchum
- Matthew Walker jako Father Mac
- Beverly Elliot jako Bonita Vasquez
- Gina Stockdale jako Ruby Vasquez
- Brian Jenson jako Boris Obolenski
- Max Peters jako Dylan Stone
- Veena Sood jako Callie Pender

## Spis odcinków
| N/o            | Tytuł angielski                                               |
| -------------- | ------------------------------------------------------------- |
|                |                                                               |
| SERIA PIERWSZA |                                                               |
|                |                                                               |
| 01             | Look One Way and Row Another                                  |
|                |                                                               |
| 02             | Each Tub Must Stand On Its Own Bottom                         |
|                |                                                               |
| 03             | It Takes a Voyage to Learn                                    |
|                |                                                               |
| 04             | Dear, Dear Bread and Beer, if I Were Rich, I Wouldn't Be Here |
|                |                                                               |
| 05             | The Whole Kettle of Fish                                      |
|                |                                                               |
| 06             | In a Bit of a Tight                                           |
|                |                                                               |
| 07             | You Can't Look at the Sea Without Wishing for Wings           |
|                |                                                               |
| 08             | From Stern to Stern                                           |
|                |                                                               |
| 09             | Sailing Under False Colors                                    |
|                |                                                               |
| 10             | Ships That Pass In The Night                                  |
|                |                                                               |
| 11             | Red Sky at Morning, Sailor Take Warning                       |
|                |                                                               |
| 12             | Batten Down The Hatches                                       |
|                |                                                               |
| 13             | Don't Give Up the Ship                                        |
|                |                                                               |
| 14             | Twenty Sailors Around a Buttonhole                            |
|                |                                                               |
| 15             | A Sailor Who's Lost His Leg Doesn't Miss His Boot             |
|                |                                                               |
| 16             | Everyone Must Row with the Oar He Has                         |
|                |                                                               |
| 17             | Promises Made in a Storm Are Forgotten on a Calm Sea, Part 1  |
|                |                                                               |
| 18             | New Skies Call for New Duties, Part 2                         |
|                |                                                               |
| 19             | A Rising Tide Takes All Boats                                 |
|                |                                                               |
| 20             | Never Burn Your Tongue on the Admiral's Broth                 |
|                |                                                               |
| 21             | It Blew So Hard It Took Two Men to Hold One Man's Hair On     |
|                |                                                               |
| 22             | Abandon Ship                                                  |
|                |                                                               |